# إدواردو رودريغوس سوزا
إدواردو رودريغوس سوزا (20 سبتمبر 1991 في البرازيل - ) هو لاعب كرة قدم برازيلي في مركز الهجوم. لعب مع نادي بيرا مار ونادي فلامنغو ونادي كورينثيانس ألاغوانو.

## وصلات خارجية
- إدواردو رودريغوس سوزا على موقع قاعدة بيانات كرة القدم.إي يو (الإنجليزية)
- إدواردو رودريغوس سوزا على موقع Soccerway.com (الإنجليزية)